# Manfred Grabs
Manfred Grabs (* 26. Februar 1938 in Meißen; † 8. Oktober 1984 in Berlin) war ein deutscher Musikwissenschaftler und Komponist.

## Leben
Grabs studierte Musikwissenschaft und von 1962 bis 1964 in der Meisterklasse für Komposition bei Rudolf Wagner-Régeny in Berlin. Er arbeitete als Musikinstrukteur beim Kombinat Schwarze Pumpe und seit 1965 im Hanns-Eisler-Archiv der Akademie der Künste in Berlin, dessen Leitung er von 1968 bis zu seinem Tod innehatte. Grabs publizierte zahlreiche Partituren Eislers bzw. richtete sie für Aufführungen ein. 
Von Manfred Grabs eigenen Kompositionen liegen zahlreiche Rundfunkaufnahmen vor, die Partituren gelten allerdings großteils als verschollen. 